# The Piper at the Gates of Dawn
The Piper at the Gates of Dawn är Pink Floyds debutalbum och gavs ut 1967. Skivans titel kommer från Syd Barretts favoritkapitel ur Det susar i säven, Flöjtblåsaren vid morgonrodnadens portar på svenska.
Albumet blev som bäst sexa på UK Albums Chart.

## Låtlista
Låtarna skrivna av Syd Barrett där inget annat anges.

### Brittiskversion

#### Sida 1
1. "Astronomy Domine" – 4:12
2. "Lucifer Sam" – 3:07
3. "Matilda Mother" – 3:08
4. "Flaming" – 2:46
5. "Pow R. Toc H." (Syd Barrett, Roger Waters, Richard Wright, Nick Mason) – 4:26
6. "Take Up Thy Stethoscope and Walk" (Roger Waters) – 3:05

#### Sida 2
1. "Interstellar Overdrive" (Syd Barrett, Roger Waters, Richard Wright, Nick Mason) – 9:41
2. "The Gnome" – 2:13
3. "Chapter 24" – 3:42
4. "Scarecrow" – 2:11
5. "Bike" – 3:21

### Amerikanskversion

#### Sida 1
1. "See Emily Play" – 2:53
2. "Pow R. Toc H." (Syd Barrett, Roger Waters, Richard Wright, Nick Mason) – 4:26
3. "Take Up Thy Stethoscope and Walk" (Roger Waters) – 3:05
4. "Lucifer Sam" – 3:07
5. "Matilda Mother" – 3:08

#### Sida 2
1. "The Scarecrow" – 2:11
2. "The Gnome" – 2:13
3. "Chapter 24" – 3:42
4. "Interstellar Overdrive" (Syd Barrett, Roger Waters, Richard Wright, Nick Mason) – 9:41

## Medverkande
- Syd Barrett - gitarr och sång
- Roger Waters - elbas och sång
- Richard Wright - orgel, piano och sång
- Nick Mason - trummor och slagverk

- Peter Brown - tekniker
- Vic Singh - omslagsfoto

## Möte med Beatles
När Pink Floyd spelade in The Piper At The Gates Of Dawn på Abbey Road studios fick de möjlighet att träffa Beatles för första gången, detta hände den 21 mars 1967. Beatles spelade då samtidigt in Sgt. Pepper's Lonely Hearts Club Band i studio 2 och höll då på med pianopålägg på låten "Lovely Rita". Respekten för Beatles var mycket stor, Mason har senare sagt att det var "lite som att träffa kungafamiljen"
Senare på eftermiddagen, omkring 17.30 kom Ringo, Paul och George och hälsade på i Pink Floyds studio (studio 3). Waters har senare sagt att "vi stod som fastfrusna". Paul McCartney beundrade Pink Floyd mycket, och meddelande musikpressen att Pink Floyds debutalbum var en "knockout".